# Aikidō
Aikidō (合気道?) (sau folosind un kanji vechi: 合氣道), este o artă marțială japoneză.  Aikidō înseamnă textual „calea armonizării energiei,” fiind artă marțială ce face parte din categoria „internă” a stilurilor de luptă.  A fost fondat de maestrul japonez Morihei Ueshiba (1883-1969) și se bazează pe utilizarea forței adversarului prin aplicarea de tehnici articulare și eschive realizate prin tai sabaki (pivotări în arc de cerc). În aikido se utilizează proiectări, luxări, strangulări și, în mică măsură, lovituri. Aikido își are rădăcinile în jujitsu și tehnicile de luptă cu sabia și sulița utilizate de samurai în Japonia medievală, dar multe dintre tehnicile sale sunt invenția maestrului Ueshiba. Principiile de non-rezistență, utilizarea forței adversarului cât și emblema artei sugerează legături cu alte stiluri interne, de origine chineză: Taijiquan, Baguazhang și Xingyiquan.
Fiind un stil de luptă pur defensiv, Aikido nu organizează și nu participă la competiții. Există în schimb numeroase demonstrații în care măiestria este dovedită cu ajutorul unui uke (atacator).

## Etimologie
Aikido reprezintă o sinteză modernă a artelor marțiale japoneze și se poate traduce ca fiind calea (DO) armonizării (AI) energiilor (KI).

## Filosofie
Practica Aikido-ului permite uniunea fiziologicului, psihicului, mentalului și socialului, conducând la perfecționarea personalității umane. Prin înțelegerea superioară a ceea ce numim luptă, Aikido asigură comportamentului uman coerență și stabilitate. Practicantul de Aikido se angajează pe o cale care-l conduce dincolo de limitele corpului și spiritului luate separat și la capătul careia se va regăsi pe sine, mai senin și înțelept.
Aikido, prin tehnicile și principiile sale, imită elementele naturii, atât în calmul cât și în înlănțuirea lor. În procesul de învățare a Aikido-ului se recurge la exemple, comparații și metafore nu numai pentru a explica un lucru sau altul, ci mai ales, pentru a concretiza sau vizualiza anumite tehnici sau atitudini.

## Simboluri
Fondatorul spunea: Singurul mod în care pot să explic cu adevărat Aikido, este să desenez un triunghi, un cerc și un pătrat.
- Un triunghi cu vârful în sus reprezintă focul, pe când unul cu vârful în jos reprezintă apa. Cele trei laturi ale triunghiului reprezintă diferite trinități: cerul, pământul și omenirea; mintea, corpul și spiritul; trecutul, prezentul și viitorul, etc. Un triunghi reprezintă dimensiunea circulației ki-ului.
- Un cerc este emblema universală a infinitului, perfecțiunii și eternității. Natura se exprimă în cercuri, circuite și spirale. Cercul poate reprezenta zero-ul, vidul care împlinește toate lucrurile. Reprezintă dimensiunea lichidă.
- Un pătrat este stabil, ordonat și material. Stă la baza lumii fizice, compuse din pământ, apă, foc și aer. Pătratul reprezintă dimensiunea solidă.

Triunghiul reprezintă generarea de energie și este cea mai stabilă postură fizică. Cercul simbolizează unificarea, seninătatea și perfecțiunea; este sursa tehnicilor nelimitate. Pătratul este formă și soliditate, baza controlului.
În textele rămase de la maestrul Morihei Ueshiba există o referire la trei tipuri de antrenament:
1. Cel al armonizării minții individului cu activitatea tuturor lucrurilor din univers.
2. Cel al armonizării corpului cu activitatea tuturor lucrurilor din univers.
3. Cel care face KI-ul ce unește mintea și corpul să se armonizeze cu activitatea tuturor lucrurilor din univers.

Adevăratul practicant de Aikido este cel ce atinge aceste trei componente simultan, nu doar în Dojo, ci în oricare alt moment al vieții sale. Rezonanța corpului provine din unitatea minții și corpului și această rezonanță se armonizează cu rezonanța universului. Esența constă în armonizarea rezonanței corpului cu rezonanța universului. Din aceasta se naște căldura, lumina și puterea, toate părti ale unui spirit realizat deplin.

## Scop
Scopul Aikido-ului nu constă numai în însușirea perfectă a tehnicilor de autoapărare, pentru că tehnicile sunt doar un mijloc și nu un scop. Mai importantă pentru elev este educarea complexă, pentru că acesta să capete o personalitate echilibrată, naturală și puternică, astfel încât la nevoie să poată rezolva eficient problemele ce-i apar în viață.
Dacă nu te poți controla și avea încredere în tine, dacă nu te poți vedea lucid, niciodată nu vei avea încredere în alții și cu siguran„ă nu vei putea fi capabil să ai autoritate asupra celorlalți. Scopul antrenamentului nu este de a crea luptători agresivi ci acela de a perfecționa înțelepciunea și auto-controlul. Ca practicant de Aikido, trebuie să progresezi, să te perfecționezi și să nu încerci să concurezi cu ceilalți.
Aikido poate fi înțeles și practicat în mai multe moduri corespunzând nivelelor de dezvoltare individuală și a gradului de maturitate a practicantului, care poate alege din Aikido ceea ce corespunde propriei mentalități și personalități. Atracția principală pentru începători este metoda de autoapărare pe care Aikido o realizează printr-o serie de mișcări de neutralizare – fixare sau proiectare a agresorilor. Aceste tehnici nu sunt simple blocaje, ci o serie de mișcări și gesturi capabile să deturneze atacul.
Ideea centrală în Aikido este de a utiliza armele adversarului împotriva lui și împreună cu el. În lupta cu mâna goală corpul este o armă care, împreună cu strategia luptei conduc la evitarea atacului și apoi la neutralizarea atacului.
Dacă nu te opui forței adversarului și eviți orice opoziție directă, atunci nu va fi nevoie să-ți folosești propria forță și deci nu obosești. Este mult mai productiv să folosești forța agresorului, a atacului său, pentru a-l neutraliza.
Eficiența în luptă nu depinde numai de corp pentru că ea este direct legată de aptitudinea de a discerne realitatea exterioară în modul cel mai obiectiv posibil. Mesajele transmise de simțuri au o mare importanță în artele marțiale, ca și în viața de toate zilele. Ele permit evaluarea corectă a circumstanțelor și determină conduita de urmat și maniera de a aborda lupta. Dacă aceste mesaje sunt directe și neafectate de factori perturbatori (impresii, raționamente, amintiri, etc), atunci avem șansa ca informația pe care o percepem despre o anumită situație sau moment să fie complexă și exactă. Pentru a beneficia de astfel de mesaje-senzații este necesar un antrenament serios și inteligent al tuturor facultăților nervoase și simțurilor noastre.
Antrenamentul continuu și îndelungat redă progresiv vitalitatea corpului și are ca efect creșterea vigilenței atât de necesară în artele marțiale. Treptat, corpul capătă independență de acțiune și decizie și renunță la rolul impus de mental, dobândește creativitate și maturitate proprie. Această maturitate se traduce în aprecierea realităților exterioare printr-o înțelegere interioară care se adaugă la abordarea exterioară. Fără a se fixa asupra uneia sau alteia dintre componentele dezvoltării – fizic sau mental – calea propusă de Aikido conduce la uniunea dintre cele două componente.

## Învățătură
Aikido ne învață că toate realitățile fiziologice, fizice, mentale și sociale nu sunt decât fragmente ale unui ansamblu vast, ierarhizat, autonom și perfectibil, după modelul unui mare ansamblu care este universul. 
"AIKI nu poate fi cunoscut
Prin vorbe scrise sau rostite
Fără a te pierde în vorbe inutile
Învață prin practică".
O Sensei Morihei Ueshiba

## Publicații
Imediat după revoluția din 1989 apar pe piața românească atât cărți scrise de autori români cât și traduceri. Astfel, în ordine cronologică, se fac remarcate:
- Aikido - Calea Armoniei, Serban Derlogea și Dan Corneliu Ionescu, 1990
- Ghidul practicantului de Aikido, Adrian Vasilache, 2001
- Enciclopedia de Aikido vol I - IV, Dan Corneliu Ionescu, Editura Mix, data publicării?
- Secretele Aikidoului, John Stevens, Editura Mix, data publicării?
- Calea armoniei, John Stevens, Editura Mix, data publicării?
- Arta Păcii, Morihei Ueshiba, Editura Mix, 2006
- Aikido Management, Radu Cureteanu, Editura Universității "Aurel Vlaicu", 2006
- Aikido pentru toți - Proiectul: Un Dojo în fiecare școală românească, Șerban Derlogea, Editura Universității din București, 2007